# Umberto D'Orsi
Umberto D'Orsi (Trieste, 30 luglio 1929 – Roma, 31 agosto 1976) è stato un attore italiano.
Attivo nel cinema, in teatro e in televisione, è apparso in oltre cento film imprimendo il suo volto nella memoria degli spettatori per l'aria bonaria. Alto e corpulento, è stato un caratterista d'eccellenza nel cinema degli anni sessanta e settanta e il suo trasformismo gli ha consentito di interpretare ruoli sia brillanti (anche in musicarelli) sia drammatici, compresi alcuni poliziotteschi.

## Biografia

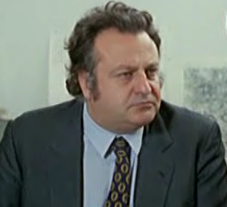
In un fotogramma del film Il clan dei due Borsalini (1971)

Laureatosi in legge nel 1953 era già attivo nel mondo dello spettacolo da almeno tre anni come componente di formazioni dilettantistiche di prosa e di rivista e pure come organizzatore del centro teatrale universitario. La carriera d'attore è decollata definitivamente quando Vittorio Gassman gli ha offerto una parte nel suo Riccardo III. Nel dicembre 1954 fa la sua prima apparizione sugli schermi televisivi presentando assieme a Gianni Cajafa e Ettore Conti la trasmissione Altalena di canzoni.
Si è dedicato quasi casualmente al cinema: nel 1962 fu scoperto da Luciano Salce, che lo diresse ne La cuccagna; nello stesso anno apparve ne Il processo di Verona di Carlo Lizzani, in cui era il gerarca fascista Luciano Gottardi.
Attore versatile, a suo agio in ruoli drammatici e brillanti, ha recitato spesso in molte commedie con Franco Franchi e Ciccio Ingrassia; molto attivo sui palcoscenici teatrali, dove ha lavorato con attori del calibro di Paolo Stoppa e Gabriele Lavia, fu anche nel campo degli spot pubblicitari, dove diede vita ad una celebre macchietta di Carosello, "Belisario il confusionario", interpretando poi una serie di spot per un noto brandy.

### La morte prematura
Sposato con l'attrice Milly Ristori e padre di tre figli (Patrizia, Antonella ed Emanuele), morì improvvisamente per una crisi cardiaca il 31 agosto 1976 a 47 anni all'ospedale San Camillo di Roma, dove era ricoverato per una malattia renale. Era da poco ritornato in teatro nella goldoniana Sior Todero brontolon. Riposa nel piccolo cimitero di Arsoli, vicino a Roma.

## Filmografia

### Cinema

Con Mario Carotenuto ne I due assi del guantone

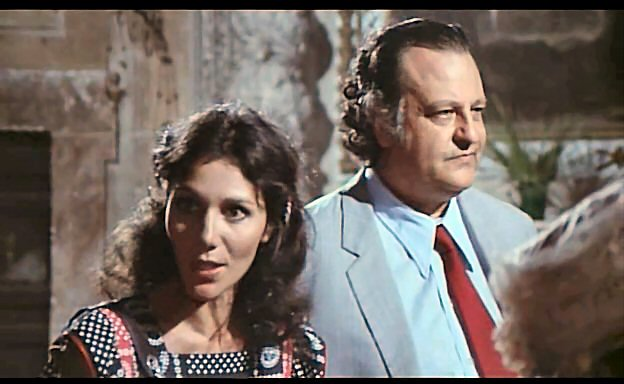
Con Laura Troschel in Furto di sera bel colpo si spera

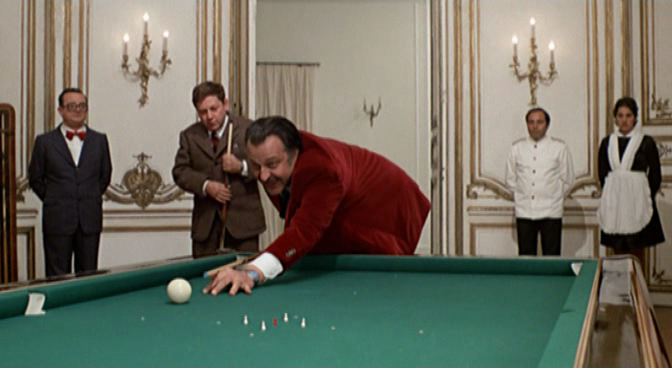
Con Paolo Villaggio in Fantozzi

- Lo svitato, regia di Carlo Lizzani (1956)
- I ragazzi del juke-box, regia di Lucio Fulci (1959)
- Il processo di Verona, regia di Carlo Lizzani (1962)
- La cuccagna, regia di Luciano Salce (1962)
- Gli imbroglioni, regia di Lucio Fulci (1963)
- I terribili 7, regia di Raffaello Matarazzo (1963)
- La donna degli altri è sempre più bella, regia di Marino Girolami (1963)
- Il magnifico avventuriero, regia di Riccardo Freda (1963)
- Le tardone, regia di Marino Girolami (1963)
- Frenesia dell'estate, regia di Luigi Zampa (1963)
- Siamo tutti pomicioni, regia di Marino Girolami (1963)
- Adultero lui, adultera lei, regia di Raffaello Matarazzo (1963)
- Il successo, regia di Mauro Morassi (1963)
- Le monachine, regia di Luciano Salce (1963)
- Le ore dell'amore, regia di Luciano Salce (1963)
- La parmigiana, regia di Antonio Pietrangeli (1963)
- Via Veneto, regia di Giuseppe Lipartiti (1964)
- Il giovedì, regia di Dino Risi (1964)
- Le sette vipere (Il marito latino), regia di Renato Polselli (1964)
- I marziani hanno 12 mani, regia di Castellano e Pipolo (1964)
- Il gioco degli innamorati (Les Amoureux du France), regia di Pierre Grimblat e François Reichenbach (1964)
- Controsesso, regia di Franco Rossi, Marco Ferreri e Renato Castellani (1964)
- La vedovella, regia di Silvio Siano (1964)
- Veneri al sole, regia di Marino Girolami (1964)
- Cleopazza, regia di Carlo Moscovini (1964)
- Il treno del sabato, regia di Vittorio Sala (1964)
- Queste pazze, pazze donne, regia di Marino Girolami (1964)
- I ragazzi dell'Hully Gully, regia di Marcello Giannini (1964)
- I maniaci, regia di Lucio Fulci (1964)
- L'idea fissa, episodio "La prima notte", regia di Gianni Puccini (1964)
- Se permettete parliamo di donne, regia di Ettore Scola (1964)
- Il gaucho, regia di Dino Risi (1964)
- Come inguaiammo l'esercito, regia di Lucio Fulci (1965)
- I due parà, regia di Lucio Fulci (1965)
- Soldati e caporali, regia di Mario Amendola (1965)
- Con rispetto parlando, regia di Marcello Ciorciolini (1965)
- Una giornata decisiva episodio de I complessi, regia di Dino Risi (1965)
- Io, io, io... e gli altri, regia di Alessandro Blasetti (1965)
- I soldi, regia di Gianni Puccini (1965)
- Rita, la figlia americana, regia di Piero Vivarelli (1965)
- Questo pazzo, pazzo mondo della canzone, regia di Bruno Corbucci (1965)
- I due sanculotti, regia di Giorgio Simonelli (1966)
- I due figli di Ringo, regia di Giorgio Simonelli (1966)
- Come svaligiammo la Banca d'Italia, regia di Lucio Fulci (1966)
- Il ladro della Gioconda, regia di Michel Deville (1966)
- Ischia operazione amore, regia di Vittorio Sala (1966)
- Perry Grant agente di ferro, regia di Luigi Capuano (1966)
- Testa di rapa, regia di Giancarlo Zagni (1966)
- Addio Lara (J'ai tué Raspoutine), regia di Robert Hossein (1967)
- Colpo doppio del camaleonte d'oro, regia di Giorgio Stegani (1967)
- 3 pistole contro Cesare, regia di Enzo Peri (1967)
- La vuole lui... lo vuole lei, regia di Mario Amendola (1967)
- Marinai in coperta, regia di Bruno Corbucci (1967)
- I due vigili, regia di Giuseppe Orlandini (1967)
- Tre passi nel delirio (Histoires extraordinaires), regia di Roger Vadim, Louis Malle e Federico Fellini (1968)
- Don Chisciotte e Sancio Panza, regia di Giovanni Grimaldi (1968)
- I due crociati, regia di Giuseppe Orlandini (1968)
- I 2 deputati, regia di Giovanni Grimaldi (1968)
- La pecora nera, regia di Luciano Salce (1968)
- Quarta parete, regia di Adriano Bolzoni (1968)
- Pensiero d'amore, regia di Mario Amendola (1969)
- Il giovane normale, regia di Dino Risi (1969)
- Vedo nudo, regia di Dino Risi (1969)
- Il terribile ispettore, regia di Mario Amendola (1969)
- Beatrice Cenci, regia di Lucio Fulci (1969)
- Franco, Ciccio e il pirata Barbanera, regia di Mario Amendola (1969)
- Senza sapere niente di lei, regia di Luigi Comencini (1969)
- Franco e Ciccio... ladro e guardia, regia di Marcello Ciorciolini (1969)
- Zingara, regia di Mariano Laurenti (1969)
- Puro siccome un angelo papà mi fece monaco... di Monza, regia di Giovanni Grimaldi (1969)
- Storie italiane: diritto di cronaca, regia di Vittorio Sala – film TV (1969)
- Don Franco e don Ciccio nell'anno della contestazione, regia di Marino Girolami (1970)
- Il divorzio, regia di Romolo Guerrieri (1970)
- Nel giorno del Signore, regia di Bruno Corbucci (1970)
- La ragazza di latta, regia di Marcello Aliprandi (1970)
- La ragazza del prete, regia di Domenico Paolella (1970)
- Basta guardarla, regia di Luciano Salce (1970)
- I due maghi del pallone, regia di Mariano Laurenti (1970)
- Il clan dei due Borsalini, regia di Giuseppe Orlandini (1971)
- Mazzabubù... Quante corna stanno quaggiù?, regia di Mariano Laurenti (1971)
- I due della F. 1 alla corsa più pazza, pazza del mondo, regia di Osvaldo Civirani (1971)
- I due assi del guantone, regia di Mariano Laurenti (1971)
- Grande slalom per una rapina (Snow Job), regia di George Englund (1972)
- Quel gran pezzo dell'Ubalda tutta nuda e tutta calda, regia di Mariano Laurenti (1972)
- La bella Antonia, prima monica e poi dimonia, regia di Mariano Laurenti (1972)
- Storia di fifa e di coltello - Er seguito d'er più, regia di Mario Amendola (1972)
- I due gattoni a nove code... e mezza ad Amsterdam, regia di Richard Kean (1972)
- Il West ti va stretto, amico... è arrivato Alleluja, regia di Giuliano Carnimeo (1972)
- Terza ipotesi su un caso di perfetta strategia criminale, regia di Giuseppe Vari (1972)
- Colpo grosso... grossissimo... anzi probabile, regia di Tonino Ricci (1972)
- Decameroticus, regia di Pier Giorgio Ferretti (1972)
- Fuori uno... sotto un altro, arriva il Passatore, regia di Giuliano Carnimeo (1973)
- Lo chiamavano Tresette... giocava sempre col morto, regia di Giuliano Carnimeo (1973)
- Il mio nome è Shangai Joe, regia di Mario Caiano (1973)
- Di Tresette ce n'è uno, tutti gli altri son nessuno, regia di Giuliano Carnimeo (1974)
- Corruzione al palazzo di giustizia, regia di Marcello Aliprandi (1974)
- Furto di sera bel colpo si spera, regia di Mariano Laurenti (1974)
- L'arbitro, regia di Luigi Filippo D'Amico (1974)
- Il venditore di palloncini, regia di Mario Gariazzo (1974)
- Fantozzi, regia di Luciano Salce (1975)
- Amore mio spogliati... che poi ti spiego!, regia di Fabio Pittorru (1975)
- Dove vai senza mutandine? (Mir hat es immer Spaß gemacht), regia di Will Tremper (1975)
- L'educanda, regia di Franco Lo Cascio (1975)

### Televisione

Con Gianni Caiafa e Ettore Conti in Altalena di canzoni

Con Nuto Navarrini in Invito al sorriso

Una scena di OPLÀ, noi viviamo!

Con Mario Pisu e Guido Alberti ne Il circolo Pickwick

- Altalena di canzoni, presentatore con Ettore Conti e Gianni Cajafa (1954)
- Invito al sorriso, telesettimanale umoristico. Puntata nº 4, "La vita coniugale" (1954)
- La belle epoque, telespettacolo musicale di Frattini, Terzoli e Macchi, regia di Eros Macchi (1957)
- Rendez-vous, rubrica musicale in quattro puntate di Chiosso e Molinari, regia di Eros Macchi e Vito Molinari (1963)
- Odissea, puntata di Biblioteca di Studio Uno, di Falqui e Sacerdote, regia di Antonello Falqui (1964)
- Za-Bum n. 2, regia di Mario Mattoli (1965)
- Le nostre serate di Terzoli e Vaime, con Giorgio Gaber (1965)
- Le spie (I Spy) – serie TV, episodio 2x03 (1966)
- Le nuove inchieste del commissario Maigret; episodio "L'innamorato della signora Maigret", regia di Mario Landi (1966)
- Stasera Fernandel, episodio "Terrore al castello", regia di Camillo Mastrocinque (1968)
- Nero Wolfe; episodio "Circuito chiuso", regia di Giuliana Berlinguer (1969)
- Nel mondo di Alice di Lewis Carroll, regia di Guido Stagnaro (1973)
- Il commissario de Vincenzi, episodio "L'albergo delle tre rose", regia di Mario Ferrero (1974)

#### La TV dei ragazzi
- Il marziano Filippo di Bruno Corbucci e Carlo Romano, regia di Cesare Emilio Gaslini (1956)

## Prosa televisiva
- Demetrio Pianelli, dal romanzo omonimo di Cesare De Marchi, regia di Sandro Bolchi (1963)
- I miserabili di Victor Hugo, riduzione in quattro puntate, regia di Sandro Bolchi (1964)
- Scaramouche, romanzo musicale di Corbucci e Grimaldi, musiche di Domenico Modugno, regia di Daniele D'Anza (1965)
- Vivere insieme, puntata 54, "Difficile giudicare" di Vladimiro Cajoli, regia di Nelo Risi (1967)
- La fiera della vanità di W. M. Thackeray, riduzione e regia di Anton Giulio Majano (1967)
- Figli d'arte di Diego Fabbri, regia di Flaminio Bollini (1967)
- Il circolo Pickwick di Charles Dickens, riduzione di Ugo Gregoretti e Luciano Codignola, regia di Ugo Gregoretti (1968)
- Visita di condiglianze, Delitto a Villa Roung (il teatro di Achille Campanile), regia di Flaminio Bollini (1968)
- Io accuso, tu accusi, episodio di "Processi a porte aperte" di Ludovico Terzi, regia di Lydia C. Ripandelli (1968)
- Terrore al castello, puntata della serie "Stasera Fernandel", regia di Camillo Mastrocinque (1968)
- Bertoldo, Bertoldino e Cacasenno di Pier Benedetto Bertoli, regia di Marcello Baldi (1969)
- Dodici uomini arrabbiati di Reginald Rose, regia di Marco Leto (1970)
- Chatterton, scritto e diretto da Orazio Costa (1970)
- OPLÀ, noi viviamo! di Ernst Toller, riduzione e regia di Marco Leto (1972)
- Il bivio, originale televisivo di Enrico Vaime e Domenico Campana, regia di Domenico Campana (1972)
- Goldoni e le sue sedici commedie nuove di Paolo Ferrari, regia di Sandro Sequi (1973)
- Mozart in viaggio verso Praga di Eduard Mörike, regia di Stefano Roncoroni (1974)
- Sì, vendetta di Franca Valeri, regia di Mario Ferrero (1974)
- Dodici uomini arrabbiati di Reginald Rose, regia di Marco Leto (1975)
- Ella si umilia per vincere, ovvero: gli equivoci di una notte di Oliver Goldsmith, adattamento e regia di Mario Landi (1975)

## Prosa radiofonica
- I tre camerati di Warner Bentivegna (1968)
- Scusi ha un cerone? Ovvero, il memmoriale di Memmo Carotenuto (1968)
- La Certosa di Parma di Stendhal, riduzione in dieci puntate di Adolfo Moriconi e Giacomo Colli (1969)

## Doppiatori italiani
- Mario Pisu in Il magnifico avventuriero
- Antonio Guidi in Il gaucho, I due crociati
- Enzo Liberti in I complessi
- Carlo Romano in I due sanculotti
- Gianni Bonagura in I due figli di Ringo
- Gianfranco Bellini in Colpo doppio del camaleonte d'oro
- Giampiero Albertini in Perry Grant agente di ferro
- Stefano Sibaldi in Tre passi nel delirio
- Vinicio Sofia in I 2 deputati
- Mario Bardella in Vedo nudo
- Nando Gazzolo in I due maghi del pallone
- Giorgio Favretto in Il clan dei due Borsalini
- Carlo Alighiero in Mazzabubù... Quante corna stanno quaggiù?
- Pino Locchi in I due assi del guantone, Quel gran pezzo dell'Ubalda tutta nuda e tutta calda
- Ferruccio Amendola in I due gattoni a nove code... e mezza ad Amsterdam
- Gianrico Tedeschi in Il west ti va stretto, amico... è arrivato Alleluja
- Corrado Gaipa in Fuori uno... sotto un altro, arriva il Passatore
- Sergio Fiorentini in Lo chiamavano Tresette... giocava sempre col morto, Di Tresette ce n'é uno, tutti gli altri son nessuno, L'arbitro
- Sergio Tedesco in Furto di sera bel colpo si spera
- Renato Mori in Fantozzi